# Elezioni comunali a Trapani
Le elezioni comunali a Trapani dal 1946 a oggi sono le seguenti:

## 1946
Le elezioni si tennero il 7 aprile 1946.
| Liste  | Liste                               | voti  | voti (%) | seggi |
| ------ | ----------------------------------- | ----- | -------- | ----- |
|        | Democrazia del Lavoro               | 7.448 |          | 12    |
|        | Partito Socialista Italiano (PSI)   | 5.204 |          | 9     |
|        | Partito d'Azione                    | 4.216 |          | 7     |
|        | Fronte dell'Uomo Qualunque (UQ)     | 2.807 |          | 4     |
|        | Democrazia Cristiana (DC)           | 2.231 |          | 3     |
|        | Partito Liberale Italiano (PLI)     | 1.553 |          | 2     |
|        | Partito Repubblicano Italiano (PRI) | 1.336 |          | 2     |
|        | Partito Comunista Italiano (PCI)    | 857   |          | 1     |
| Totale | Totale                              |       | 100,00   | 40    |

## 1952
Le elezioni si tennero il 25 maggio 1952.
| Liste  | Liste                              | voti  | voti (%) | seggi |
| ------ | ---------------------------------- | ----- | -------- | ----- |
|        | Lista "Rinascita" (PSI-PCI)        | 8.905 |          | 11    |
|        | Movimento Sociale Italiano (MSI)   | 7.429 |          | 9     |
|        | Democrazia Cristiana (DC)          | 6.943 |          | 9     |
|        | Unione cittadina (UQ-PRI-PLI-PSDI) | 5.500 |          | 7     |
|        | Partito Nazionale Monarchico (PNM) | 2.650 |          | 3     |
|        | Fronte Nazionale Monarchico (FNM)  | 1.047 |          | 1     |
| Totale | Totale                             |       | 100,00   | 40    |

## 1956
Le elezioni si tennero il 27 maggio 1956.
| Liste  | Liste                                          | voti   | voti (%) | seggi |
| ------ | ---------------------------------------------- | ------ | -------- | ----- |
|        | Democrazia Cristiana (DC)                      | 11.522 |          | 14    |
|        | Partito Socialista Italiano (PSI)              | 6.624  |          | 8     |
|        | Movimento Sociale Italiano (MSI)               | 5.679  |          | 6     |
|        | Partito Nazionale Monarchico (PNM)             | 3.275  |          | 4     |
|        | Partito Comunista Italiano (PCI)               | 2.780  |          | 3     |
|        | Partito Monarchico Popolare (PMP)              | 1.666  |          | 2     |
|        | Partito Socialista Democratico Italiano (PSDI) | 1.475  |          | 1     |
|        | Lista civica Mulino                            | 1.239  |          | 1     |
|        | Partito Liberale Italiano (PLI)                | 1.199  |          | 1     |
|        | Partito Repubblicano Italiano (PRI)            |        |          | -     |
| Totale | Totale                                         |        | 100,00   | 40    |

## 1960
Le elezioni si tennero il 6 novembre 1960.
| Liste  | Liste                                                    | voti   | voti (%) | seggi |
| ------ | -------------------------------------------------------- | ------ | -------- | ----- |
|        | Democrazia Cristiana (DC)                                | 13.360 |          | 15    |
|        | Movimento Sociale Italiano (MSI)                         | 6.457  |          | 7     |
|        | Partito Socialista Italiano (PSI)                        | 5.839  |          | 6     |
|        | Unione Siciliana Cristiano Sociale (USCS)                | 2.937  |          | 3     |
|        | Partito Comunista Italiano (PCI)                         | 2.774  |          | 3     |
|        | Partito Liberale Italiano (PLI)                          | 2.495  |          | 2     |
|        | Partito Democratico Italiano di Unità Monarchica (PDIUM) | 2.278  |          | 2     |
|        | Partito Socialista Democratico Italiano (PSDI)           | 1.758  |          | 1     |
|        | Partito Repubblicano Italiano (PRI)                      | 1.132  |          | 1     |
| Totale | Totale                                                   |        | 100,00   | 40    |

## 1964
Le elezioni si tennero il 22 novembre 1964.
| Liste                                                   | voti   | voti (%) | seggi |
| ------------------------------------------------------- | ------ | -------- | ----- |
| Democrazia Cristiana (DC)                               | 15.085 |          | 17    |
| Partito Socialista Italiano (PSI)                       | 4.834  |          | 5     |
| Movimento Sociale Italiano (MSI)                        | 4.000  |          | 4     |
| Partito Repubblicano Italiano (PRI)                     | 3.647  |          | 4     |
| Partito Comunista Italiano (PCI)                        | 2.916  |          | 3     |
| Partito Liberale Italiano (PLI)                         | 2.816  |          | 3     |
| Partito Socialista Democratico Italiano (PSDI)          | 2.765  |          | 3     |
| Partito Socialista Italiano di Unità Proletaria (PSIUP) | 929    |          | 1     |
| Movimento "Le 5 Torri"                                  |        |          | -     |
| Lista civica "Mulino"                                   |        |          | -     |
| Totale                                                  |        | 100,00   | 40    |

## 1970
Le elezioni si tennero il 7 giugno 1970.
| Liste                                                   | voti   | voti (%) | seggi |
| ------------------------------------------------------- | ------ | -------- | ----- |
| Democrazia Cristiana (DC)                               | 15.388 |          | 17    |
| Partito Socialista Italiano (PSI)                       | 5.549  |          | 6     |
| Partito Repubblicano Italiano (PRI)                     | 5.432  |          | 6     |
| Movimento Sociale Italiano (MSI)                        | 3.468  |          | 4     |
| Partito Comunista Italiano (PCI)                        | 3.182  |          | 3     |
| Partito Liberale Italiano (PLI)                         | 2.261  |          | 2     |
| Partito Socialista Italiano di Unità Proletaria (PSIUP) | 1,347  |          | 1     |
| Partito Socialista Democratico Italiano (PSDI)          | 1.115  |          | 1     |
| Partito Democratico Italiano di Unità Monarchica (PDUM) |        |          | -     |
| Totale                                                  |        | 100,00   | 40    |

## 1975
Le elezioni si tennero il 15 giugno 1975.
| Liste                                                   | voti   | voti (%) | seggi |
| ------------------------------------------------------- | ------ | -------- | ----- |
| Democrazia Cristiana (DC)                               | 16.975 |          | 17    |
| Partito Socialista Italiano (PSI)                       | 6.806  |          | 7     |
| Movimento Sociale Italiano - Destra Nazionale (MSI-DN)  | 5.500  |          | 5     |
| Partito Repubblicano Italiano (PRI)                     | 4.512  |          | 4     |
| Partito Comunista Italiano (PCI)                        | 4.064  |          | 4     |
| Partito Socialista Democratico Italiano (PSDI)          | 1.906  |          | 2     |
| Partito Liberale Italiano (PLI)                         | 1.454  |          | 1     |
| Partito Socialista Italiano di Unità Proletaria (PSIUP) | 1,347  |          | 1     |
| Totale                                                  |        | 100,00   | 40    |

## 1980
Le elezioni si tennero l'8 giugno 1980.
| Liste                                                  | voti   | voti (%) | seggi |
| ------------------------------------------------------ | ------ | -------- | ----- |
| Democrazia Cristiana (DC)                              | 14.020 |          | 14    |
| Partito Socialista Italiano (PSI)                      | 8.299  |          | 8     |
| Partito Repubblicano Italiano (PRI)                    | 4.854  |          | 5     |
| Partito Popolare Trapani Libera                        | 4.064  |          | 4     |
| Partito Comunista Italiano (PCI)                       | 3.287  |          | 3     |
| Movimento Sociale Italiano - Destra Nazionale (MSI-DN) | 2.914  |          | 3     |
| Partito Socialista Democratico Italiano (PSDI)         | 2.406  |          | 2     |
| Partito Liberale Italiano (PLI)                        | 1.431  |          | 1     |
| Sinistra Unita (M.L.S.-R.I.)                           |        |          | -     |
| Totale                                                 |        | 100,00   | 40    |

## 1985
| Liste  | Liste                                                  | voti   | voti (%) | seggi |
| ------ | ------------------------------------------------------ | ------ | -------- | ----- |
|        | Democrazia Cristiana (DC)                              | 17.936 | 40,8     | 17    |
|        | Partito Socialista Italiano (PSI)                      | 9.397  | 21,3     | 8     |
|        | Partito Repubblicano Italiano (PRI)                    | 5.346  | 12,1     | 5     |
|        | Partito Comunista Italiano (PCI)                       | 4.258  | 9,7      | 4     |
|        | Movimento Sociale Italiano - Destra Nazionale (MSI-DN) | 3.247  | 7,4      | 3     |
|        | Partito Socialista Democratico Italiano (PSDI)         | 2.553  | 5,8      | 2     |
|        | Partito Liberale Italiano (PLI)                        | 1.297  | 2,9      | 1     |
| Totale | Totale                                                 |        | 100,00   | 40    |

.

## 1990
| Liste                                         | Voti | %    | Seggi |
| --------------------------------------------- | ---- | ---- | ----- |
| Democrazia Cristiana                          |      | 41,7 | 16    |
| Partito Socialista Italiano                   |      | 26,5 | 11    |
| Partito Repubblicano Italiano                 |      | 8,9  | 4     |
| Partito Comunista Italiano                    |      | 7,7  | 3     |
| Partito Socialista Democratico Italiano       |      | 5,4  | 2     |
| Partito Liberale Italiano                     |      | 3,3  | 1     |
| Movimento Sociale Italiano - Destra Nazionale |      | 3,2  | 1     |
| Verdi                                         |      | 1,7  | -     |
| Altri                                         |      | 1,6  | -     |
| Totale                                        |      |      | 40    |

## 1994
| Candidati                                | Voti   | %     |
| ---------------------------------------- | ------ | ----- |
| Mario Buscaino (Civiche centro sinistra) | 12.463 | 33,46 |
| Gabriele D'Alì (Polo del Buon Governo)   | 13.424 | 36,03 |
| Cesare Colbertaldo (PPI)                 | 6.578  | 17,66 |
| Alessandro De Santis (Progressisti)      | 3.799  | 10,20 |
| Pietro Gaeta (Lista civica)              | 989    | 2,65  |
| Totale                                   | 37.253 |       |

| Liste                          | Voti  | %    | Seggi |
| ------------------------------ | ----- | ---- | ----- |
| Forza Italia                   | 9.390 | 24,6 | 10    |
| Alleanza Nazionale             | 4.138 | 10,7 | 4     |
| Totale                         |       | 35,3 | 14    |
| Movimento Democratico Popolare | 7.619 | 19,8 | 6     |
| Polo Democratico               | 5.064 | 11,1 | 3     |
| Totale                         |       | 30,9 | 9     |
| Amministrare Trapani           | 4.288 | 13,1 | 3     |
| Partito Popolare Italiano      | 2.358 | 6,1  | 1     |
| Totale                         |       | 19,2 | 4     |
| Progressisti                   | 3.677 | 9,6  | 2     |
| La Rete                        | 1922  | 5,0  | 1     |
| Totale                         |       | 14,6 | 3     |
| Totale                         |       |      | 30    |

## 1998
| Candidati e Liste               | Voti   | %     | Seggi |
| ------------------------------- | ------ | ----- | ----- |
| Antonino Laudicina              | 16.941 | 42,14 | -     |
| Centro Cristiano Democratico    | 6.506  | 17,51 | 6     |
| Forza Italia                    | 5.863  | 15,78 | 5     |
| Alleanza Nazionale              | 2.610  | 7,02  | 2     |
| Mario Buscaino                  | 18.675 | 46,46 | -     |
| Unione Democratica              | 6.257  | 16,84 | 6     |
| Democratici di Sinistra         | 3.211  | 8,64  | 3     |
| Socialisti Democratici Italiani | 2.866  | 7,71  | 2     |
| Partito Popolare Italiano       | 2.319  | 6,24  | 2     |
| Rinnovamento Italiano           | 1.973  | 5,31  | 1     |
| Rifondazione Comunista          | 990    | 2,66  | 1     |
| Democratici Riformatori         | 632    | 1,70  | -     |
| Federazione dei Verdi - La Rete | 390    | 1,05  | -     |
| Leonardo Gianno                 | 4.582  | 11,40 | -     |
| CDU-CDR                         | 2.970  | 7,99  | 2     |
| Partito Socialista              | 575    | 1,55  | -     |
| Totale alle liste               | 37.162 |       | 30    |
| TOTALE                          | 40.198 |       | 30    |

Fonte: Ministero dell'Interno

## 2001
| Candidati e Liste               | Voti   | %     | Seggi |
| ------------------------------- | ------ | ----- | ----- |
| Girolamo Fazio                  | 24.029 | 60,12 | -     |
| Forza Italia                    | 6.811  | 17,51 | 6     |
| Centro Cristiano Democratico    | 4.770  | 12,27 | 4     |
| Nuova Sicilia                   | 4.275  | 10,99 | 4     |
| Biancofiore                     | 3.121  | 8,03  | 2     |
| Alleanza Nazionale              | 2.756  | 7,09  | 2     |
| Cristiani Democratici Uniti     | 2.566  | 6,60  | 2     |
| Nuovo PSI                       | 1.330  | 3,42  | 1     |
| Partito Repubblicano Italiano   | 1.066  | 2,74  | -     |
| Vito Corte                      | 14.837 | 37,12 | -     |
| Corte Sindaco                   | 3.508  | 9,02  | 3     |
| La Margherita                   | 2.651  | 6,82  | 3     |
| Democratici di Sinistra - Verdi | 2.556  | 6,57  | 2     |
| Italia dei Valori - SDI         | 1.029  | 2,65  | 1     |
| Trapani per il Centro           | 848    | 2,18  | -     |
| Città Futura                    | 793    | 2,04  | -     |
| Rifondazione Comunista          | 353    | 0,91  | -     |
| Girolamo Auguagliaro            | 638    | 1,60  | -     |
| Radicali per le Libertà         | 220    | 0,57  | -     |
| Antonino Maisano                | 465    | 1,16  | -     |
| Federalisti Siciliani           | 236    | 0,61  | -     |
| Totale alle liste               | 38.889 |       | 30    |
| TOTALE                          | 39.969 |       | 30    |

## 2007
| Candidati e Liste                            | Voti   | %     | Seggi |
| -------------------------------------------- | ------ | ----- | ----- |
| Girolamo Fazio                               | 26.569 | 64,72 | -     |
| Forza Italia                                 | 6.558  | 16,53 | 6     |
| Unione dei Democratici Cristiani e di Centro | 6.296  | 15,87 | 5     |
| Lista Fazio                                  | 3.967  | 10,00 | 3     |
| Movimento per l'Autonomia                    | 3.415  | 8,61  | 3     |
| Alleanza Nazionale                           | 2.040  | 5,14  | 1     |
| Democrazia per le Autonomie                  | 1.135  | 2,86  | 1     |
| Mario Buscaino                               | 9.115  | 22,20 | -     |
| La Margherita                                | 3.186  | 8,03  | 3     |
| SDI - Nuovo PSI                              | 2.095  | 5,28  | 2     |
| Democratici di Sinistra                      | 1.998  | 5,04  | 1     |
| Buscaino Sindaco                             | 1.252  | 3,16  | 1     |
| Trapani Nuova                                | 1.177  | 2,97  | 1     |
| Trapani è Giovane                            | 552    | 1,39  | -     |
| Vito Mannina                                 | 2.253  | 5,49  | -     |
| I Moderati - Italiani nel Mondo              | 2.517  | 6,34  | 2     |
| Giuseppe Ortisi                              | 1.075  | 2,62  | -     |
| Uniti per Trapani                            | 714    | 1,80  | -     |
| A Sinistra                                   | 512    | 1,29  |       |
| Giuseppe Vultaggio                           | 956    | 2,33  | -     |
| Democrazia Cristiana                         | 1.380  | 3,48  | 1     |
| Carlo Foderà                                 | 887    | 2,16  | -     |
| Autonomia e Sviluppo                         | 729    | 1,84  | -     |
| Natale Salvo                                 | 200    | 0,49  | -     |
| Partito Umanista                             | 149    | 0,38  | -     |
| Totale alle liste                            | 41.055 |       | 30    |
| TOTALE                                       | 39.672 |       | 30    |

## 2012
| Candidati e Liste                                | Voti   | %     | Seggi |
| ------------------------------------------------ | ------ | ----- | ----- |
| Vito Damiano                                     | 7.289  | 27,42 | -     |
| Il Popolo della Libertà                          | 4.721  | 13,11 | 5     |
| Lista Fazio                                      | 4.023  | 11,17 | 4     |
| Giuseppe Maurici                                 | 10.084 | 37,93 | -     |
| Grande Trapani                                   | 3.992  | 11,09 | 4     |
| Futuro e Libertà per l'Italia                    | 2.996  | 8,32  | 3     |
| Liberali Cattolici Socialisti                    | 2.816  | 7,82  | 3     |
| Grande Sud                                       | 2.706  | 7,52  | 3     |
| Movimento Popolare Siciliano                     | 2.431  | 6,75  | 3     |
| Movimento per le Autonomie                       | 1.879  | 5,22  | 2     |
| Unione di Centro                                 | 1.657  | 4,60  | -     |
| Sabrina Rocca                                    | 5.210  | 19,60 | -     |
| Partito Democratico                              | 3.377  | 9,38  | 3     |
| Sinistra Ecologia Libertà                        | 1.668  | 4,63  | -     |
| Stefano Nola                                     | 2.059  | 7,75  | -     |
| Facciamo Trapani                                 | 1.485  | 4,12  | -     |
| Giuseppe Caradonna                               | 1.252  | 4,71  | -     |
| Italia dei Valori - Federazione della Sinistra   | 1.673  | 4,65  | -     |
| Luigi Fasoni                                     | 418    | 1,57  | -     |
| Fratelli d'Italia - Partito del Popolo Siciliano | 318    | 0,88  | -     |
| Vincenzo Maurizio Marrone D'Alberti              | 271    | 1,02  | -     |
| Ecologisti e Reti Civiche                        | 260    | 0,72  | -     |
| Totale alle liste                                | 36.002 |       | 30    |
| TOTALE                                           | 26.583 |       | 30    |

## 2017
| Candidati e Liste           | Voti   | %     | Seggi |
| --------------------------- | ------ | ----- | ----- |
| Girolamo Fazio              | 10 566 | 31,79 |       |
| Lista per Fazio             | 3 458  | 11,05 |       |
| Uniti per il Futuro         | 3 157  | 10,09 |       |
| Trapani Tua                 | 1 610  | 5,15  |       |
| Progetto per Trapani        | 1 600  | 5,11  |       |
| Io ci Sono                  | 482    | 1,54  |       |
| Piero Savona                | 8 732  | 26,27 |       |
| Partito Democratico         | 3 830  | 12,24 |       |
| Cittadini per Trapani       | 2 639  | 8,44  |       |
| Trapani Svegliati           | 2 074  | 6,63  |       |
| Antonio D'Alì               | 7 797  | 23,46 |       |
| Forza Italia                | 4 442  | 14,20 |       |
| Partito Socialista Italiano | 2 561  | 8,19  |       |
| Per la Grande Città         | 1 146  | 3,66  |       |
| Marcello Maltese            | 5 574  | 16,77 |       |
| Movimento 5 Stelle          | 3 754  | 12,00 |       |
| Giuseppe Marascia           | 566    | 1,70  |       |
| Città a misura d'uomo       | 534    | 1,71  |       |

Dopo il risultato del primo turno delle amministrative dell'11 giugno 2017, a causa del ritiro dal ballottaggio da parte del candidato più votato Girolamo Fazio e del mancato raggiungimento del quorum del 50% dei votanti il 25 giugno al secondo turno del candidato Pietro Savona, non sono stati assegnati i consiglieri comunali e il 30 giugno sindaco, giunta e consiglio vengono commissariati.

## 2018
Si vota il 10 giugno 2018 e vince al primo turno l'ex sindaco di Erice Giacomo Tranchida sostenuto solo da Liste civiche
| Candidati e Liste                              | Voti   | %     | Seggi |
| ---------------------------------------------- | ------ | ----- | ----- |
| Giacomo Tranchida                              | 24.052 | 70,68 | 19    |
| Amo Trapani                                    | 4.811  | 14,83 | 4     |
| per Trapani                                    | 3.610  | 11,13 | 3     |
| Tranchida il Sindaco per Trapani               | 3.237  | 9,98  | 3     |
| Trapani con Coerenza                           | 3.205  | 9,88  | 3     |
| Trapani Tua                                    | 3.017  | 9,30  | 2     |
| Demos Tranchida Sindaco                        | 2.628  | 8,10  | 2     |
| Cambia-Menti per Trapani                       | 2.350  | 7,24  | 2     |
| Vito Galluffo                                  | 4.576  | 13,45 | 3     |
| Trapani Riparte                                | 2.106  | 6,49  | 2     |
| Forza Italia                                   | 1.842  | 5,68  | 1     |
| Popolari e Autonomisti - Progresso e Rinascita | 1.179  | 3,63  | -     |
| Giuseppe Mazzonello                            | 4.006  | 11,77 | 2     |
| Movimento 5 Stelle                             | 3.197  | 9,85  | 2     |
| Bartolomeo Giglio                              | 724    | 2,13  |       |
| Lega                                           | 581    | 1,79  |       |
| Giuseppe Bologna                               | 670    | 1,97  |       |
| Scirocco per Trapani                           | 687    | 2,12  |       |
| Totale alle liste                              |        | 100   |       |
| TOTALE                                         |        | 100   | 24    |

## 2023
|                                               | Giacomo Tranchida ✔️ Sindaco | 11 364               | 42,45 | Trapani Tua con Tranchida Sindaco       | 2 192  | 8,72  | 4  |  |  |
| Tranchida Il Sindaco per Trapani              | Giacomo Tranchida ✔️ Sindaco | 11 364               | 42,45 | 1 634                                   | 6,50   | 2     |    |  |  |
| Polis                                         | Giacomo Tranchida ✔️ Sindaco | 11 364               | 42,45 | 1 545                                   | 6,15   | 2     |    |  |  |
| Trapani con Coerenza - Sviluppo e Solidarietà | Giacomo Tranchida ✔️ Sindaco | 11 364               | 42,45 | 1 394                                   | 5,55   | 2     |    |  |  |
| Uniti per Trapani                             | Giacomo Tranchida ✔️ Sindaco | 11 364               | 42,45 | 1 296                                   | 5,16   | 2     |    |  |  |
| I Democratici                                 | Giacomo Tranchida ✔️ Sindaco | 11 364               | 42,45 | 1 258                                   | 5,01   | 2     |    |  |  |
| Trapani al Centro                             | Giacomo Tranchida ✔️ Sindaco | 11 364               | 42,45 | 1 258                                   | 5,01   | 2     |    |  |  |
| Insieme per la Città                          | Giacomo Tranchida ✔️ Sindaco | 11 364               | 42,45 | 1 171                                   | 4,66   | –     |    |  |  |
| Idea List                                     | Giacomo Tranchida ✔️ Sindaco | 11 364               | 42,45 | 1 016                                   | 4,04   | –     |    |  |  |
| Noi Trapanesi con Tranchida Sindaco           | Giacomo Tranchida ✔️ Sindaco | 11 364               | 42,45 | 1 011                                   | 4,02   | –     |    |  |  |
|                                               | Maurizio Miceli              | 9 968                | 37,23 | Amo Trapani                             | 2 685  | 10,68 | 3  |  |  |
| Fratelli d'Italia                             | Maurizio Miceli              | 9 968                | 37,23 | 1 590                                   | 6,33   | 2     |    |  |  |
| Noi con la Sicilia - Popolari e Autonomisti   | Maurizio Miceli              | 9 968                | 37,23 | 1 433                                   | 5,70   | 2     |    |  |  |
| Forza Italia                                  | Maurizio Miceli              | 9 968                | 37,23 | 908                                     | 3,61   | –     |    |  |  |
| Miceli Sindaco di Trapani                     | Maurizio Miceli              | 9 968                | 37,23 | 616                                     | 2,45   | –     |    |  |  |
| Seggio di coalizione                          | Seggio di coalizione         | Seggio di coalizione | 37,23 | 1                                       |        |       |    |  |  |
|                                               | Francesco Brillante          | 3 648                | 13,63 | Movimento 5 Stelle                      | 1 036  | 4,12  | –  |  |  |
| Trapani con Brillante Sindaco - Sicilia Vera  | Francesco Brillante          | 3 648                | 13,63 | 891                                     | 3,54   | –     |    |  |  |
| Rinnova Trapani                               | Francesco Brillante          | 3 648                | 13,63 | 591                                     | 2,35   | –     |    |  |  |
| Sud chiama Nord                               | Francesco Brillante          | 3 648                | 13,63 | 580                                     | 2,31   | –     |    |  |  |
|                                               | Anna Garuccio                | 1 792                | 6,69  | La mia Trapani - Anna Garruccio Sindaco | 1 029  | 4,09  | –  |  |  |
| Totale                                        | Totale                       | 26 772               | 100   |                                         | 25 134 | 100   | 24 |  |  |
|                                               |                              |                      |       |                                         |        |       |    |  |  |
| Regione Sicilia: Voti Seggi                   |                              |                      |       |                                         |        |       |    |  |  |

1. ↑  Include candidati della Lega per Salvini Premier
2. ↑  Include candidati del Partito Democratico
3. ↑  Include candidati della Democrazia Cristiana Sicilia
4. ↑  Include candidati del Partito Democratico
5. ↑  Include candidati di Alleanza Verdi e Sinistra, Azione e Italia Viva